# Casa-fàbrica Saldas
La casa-fàbrica Saldas era un edifici situat al carrer de la Reina Amàlia, 14 del Raval de Barcelona, actualment desaparegut.

## Història
A finals del 1838, Engràcia Serra, vídua del fabricant d'indianes Joan Calafell i Altabàs, i el seu fill Joan Calafell i Serra van establir en emfiteusi al fabricant de teixits Francesc Saldas i Serra una parcel·la del seu hort de 90 pams d'amplada, amb l'obligació d'invertir-hi 4.000 lliures en el termini de quatre anys. L'abril del 1839, aquest va demanar permís per a construir-hi un edifici de planta baixa i dos pisos, segons el projecte de l'arquitecte Josep Fontserè i Domènech.
El 1844, Saldas va demanar permís per a remuntar-hi dos pisos i instal·lar-hi una màquina de vapor de 20 CV per a la seva filatura, procedent de la casa Hall & Scott de Rouen, segons el projecte del mateix Fontserè. La fàbrica estava formada per dues «quadres» de crugia simple (uns 6 m d'amplada) disposades longitudinalment als costats de la parcel·la, deixant entremig un pati. Segons les «Estadístiques» del 1850, hi havia les filatures d'Armengol, Llibre i Cia, amb 3 CV de potència, 1320 fusos de mule-jennies i 37 operaris, i la de Pascual Germans i Cia, amb 6 CV, 2.160 fusos de mule-jennies i 50 operaris.
El 16 de març del 1859, la fàbrica va ser destruïda per un incendi originat en una de les metxeres de la «quadra» del tercer pis, llogada a Carles Solé, i es va propagar a la veïna de Joan Calafell (núm. 16). El juny del mateix any, Saldas en va presentar el projecte de reconstrucció, obra de l'arquitecte Francesc Vila, que va dissenyar una «quadra» de doble crugia i un pati lateral. El 1860, un cop acabada, va vendre'n la meitat a Pau Oliver i Oliva, natural d'El Vendrell. Segons la guia El Consultor del 1863, hi havia les filatures d'Ignasi Castellarnau, Llorenç Duran i Gabriel Vallès i l'asserradora de Francesc Tey.
Aquell mateix any, Saldas va vendre l'altra meitat indivisa de la casa-fàbrica i la màquina de vapor als germans Martí i Gaspar Rodés i Planas, i a Josep Morell i Puget (natural de Manresa i cunyat del primer, ja que estava casat amb la seva germana Àngela) per 15.000 duros. Aquests, juntament amb Pau Oliver i l'advocat Pau Planas i Joanich, van constituir la societat Pau Oliver i Cia, destinada a la filatura i teixidura de cotó i amb un capital de 40.000 duros. La fàbrica va començar a funcionar l'abril del 1864, i just un any després, els germans Rodés i Josep Morell vengueren la seva part de la propietat a Santiago Murillo i Nadal, natural de Sòria, que al seu torn la vengué a Planas.
El 1868, es va produir una subhasta privada entre els socis de Pau Oliver i Cia, per la qual els germans Rodés i Pau Planas sortiren de la societat, i aquest darrer vengué la seva meitat de la casa-fàbrica a Morell i Murillo. El 1871, es va acordar novament una subhasta privada, i Pau Oliver es retirà de la societat i vengué la seva meitat de la casa-fàbrica als altres dos socis, que constituïren la nova societat Morell i Murillo, encarregant-se el primer de la direcció de la fàbrica i el segon de la comptabilitat. Al mateix temps, l'Ajuntament de Barcelona va fer inspeccionar les calderes de vapor (qualificades com a «deteriorades» a l'escriptura de venda) arran d'unes denúncies per fer-les treballar molt per sobre de la seva potència nominal, i Morell i Murillo serien multats en diverses ocasions per aquest motiu.
L'agost del 1877 va esclatar un conflicte laboral que va suposar el tancament patronal durant 18 mesos. Passat aquest període, Morell va tornar a obrir la fàbrica però amb una rebaixa salarial; aleshores els treballadors van recórrer a les autoritats, i els patrons van acceptar mantenir el salari, però amb la condició que si tenien pèrdues ho demostrarien amb els llibres de comptabilitat. El juliol del 1879, els obrers van nomenar una comissió per a examinar-los, però Morell s'hi va negar i va tornar a tancar la fàbrica durant 9 mesos. El 29 abril del 1880, l'empresa va acomiadar el personal i va contractar nous treballadors (esquirols), el que va provocar les ires dels represaliats, que tres setmanes més tard, el 21 de maig, assaltaren la fàbrica, destruint-hi maquinària i calant-hi foc, essent reprimits per un contingent de l'exèrcit comandat pel mateix capità general de Catalunya. El cas va arribar al Congrés dels Diputats, on el conservador Duran i Bas va qualificar els fets com a «motí».
El 18 d'octubre del 1881 es va declarar un incendi a la sala de batans, que va ser sufocat pels treballadors amb ajuda de la bomba d'aigua de la fàbrica. Finalment, el 28 de juny del 1882 en va explotar una de les calderes, produint la mort de 14 persones (6 més en els dies següents) i ferits de diversa consideració. Pel que sembla, la casa-fàbrica va ser enderrocada i al seu lloc s'instal·là un joc de pilota anomenat Trinquete Barcelonés.

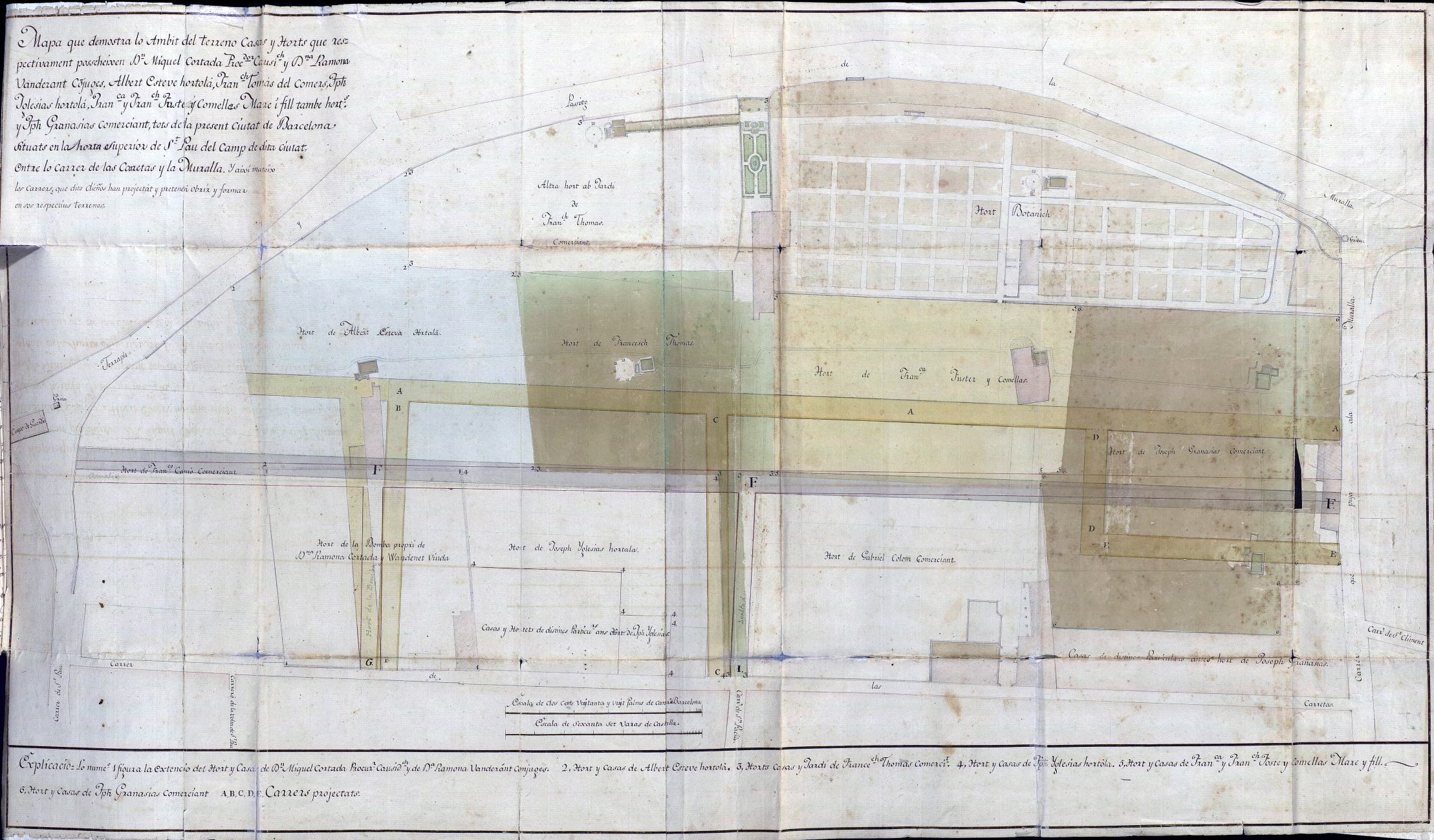
Projecte d'obertura dels carrers de la Reina Amàlia, Lleialtat i Hort de la Bomba (1807)

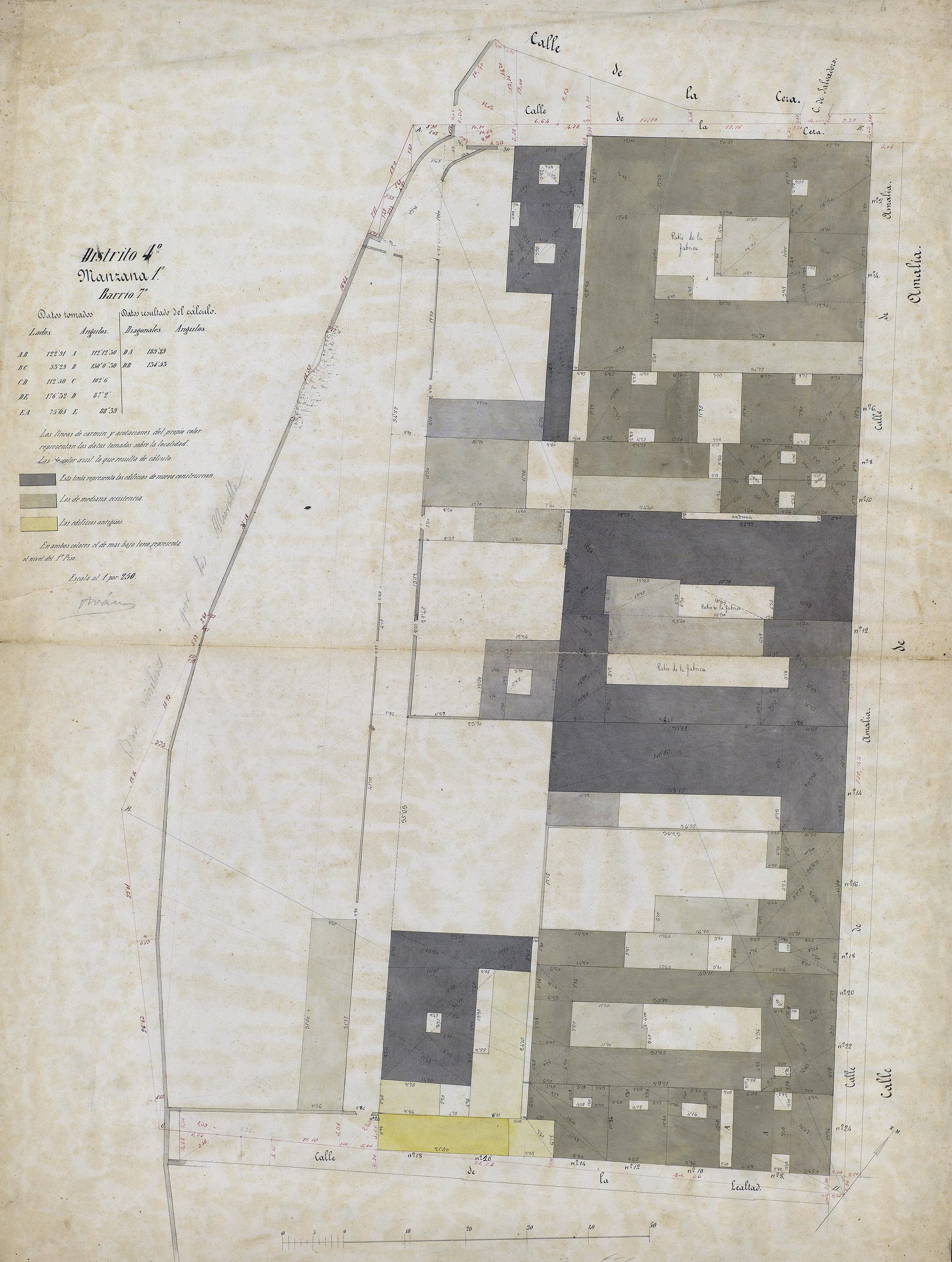
Quarteró núm. 102 de Garriga i Roca (c. 1860)